# Amos Lee
Amos Lee, ursprungligen Ryan Anthony Massaro, född 20 juni 1977 i Philadelphia i Pennsylvania, är en amerikansk singer-songwriter och gitarrist. 
Han har bland annat turnerat tillsammans med Bob Dylan, Elvis Costello, Norah Jones, Paul Simon, Merle Haggard, John Prine, Dave Matthews Band och Adele.

## Diskografi

### Studioalbum
- 2005 – Amos Lee (Blue Note Records)
- 2006 – Supply and Demand (Blue Note Records)
- 2008 – Last Days at the Lodge (Blue Note Records)
- 2011 – Mission Bell (Blue Note Records)
- 2013 – Mountains of Sorrow, Rivers of Song (Blue Note Records)
- 2016 – Spirit (John Varvatos Records/Republic Records)
- 2018 – My New Moon (Dualtone Music Group)

### Livealbum
- 2013 – Live from the Artists Den (Artists Den Records)
- 2015 – Live at Red Rocks (Amos Lee with The Colorado Symphony) (ATO Records)